# Широкомовний шторм
Широкомовний шторм (англ. Broadcast storm, broadcast radiation) — накопичення великих об'ємів broadcast та multicast трафіку в комп'ютерній мережі. Широкомовний шторм може спожити доступні ресурси мережі і не дати їй можливості транспортувати корисний трафік. Мережевий пакет що спричиняє такий шторм часом називаються «чорнобильським пакетом» (англ. Chernobyl packet).

## Причини
Петля в комутації (між двома пристроями існує більш ніж один шлях). Широкомовні повідомлення передаються комутаторами з кожного порту, і таким чином два комутатори будуть постійно передавати одне одному і всім іншим широкомовний кадр, засмічуючи мережу. Оскільки заголовки Ethernet не підтримують опцію time to live (TTL), якщо фрейм потрапив в петлю, він може бігати по ній вічно.

## Попередження
- Петлі усуваються за допомогою протоколу кістякового дерева. В Metro Ethernet кільця запобігаються за допомогою протоколу Ethernet Automatic Protection System (EAPS).
- Фільтрація широкомовних передач обладнанням третього рівня, зазвичай маршрутизатором (або навіть деякими свічами що передбачають вдосконалену фільтрацію. Такий свіч називають brouter.).
- Фізична сегментація широкомовних доменів використовуючи маршрутизатори на третьому рівні (або логічно за допомогою VLAN на другому рівні) аналогічно до того як комутатори зменшують розмір простору колізій на другому рівні.
- Маршрутизатори та мережеві екрани можуть налаштовуватись щоб виявляти та запобігати зловмисно створеним широкомовним штормам (наприклад у випадку DoS-атаки)
- Контроль широкомовного шторму є функцією багатьох керованих свічів. Такі свічі самостійно припиняють передавати широкомовний трафік, якщо його об'єм перевищує певний поріг. І хоча це не усуває причину шторму, але обмежує наслідки і дозволяє адміністратору мережі здійснити комунікацію з обладнанням для проведення діагностики та вирішення проблеми.